# Vadencourt (Somme)
Pour les articles homonymes, voir Vadencourt.
Vadencourt est une commune française située dans le département de la Somme en région Hauts-de-France.

## Géographie

### Description

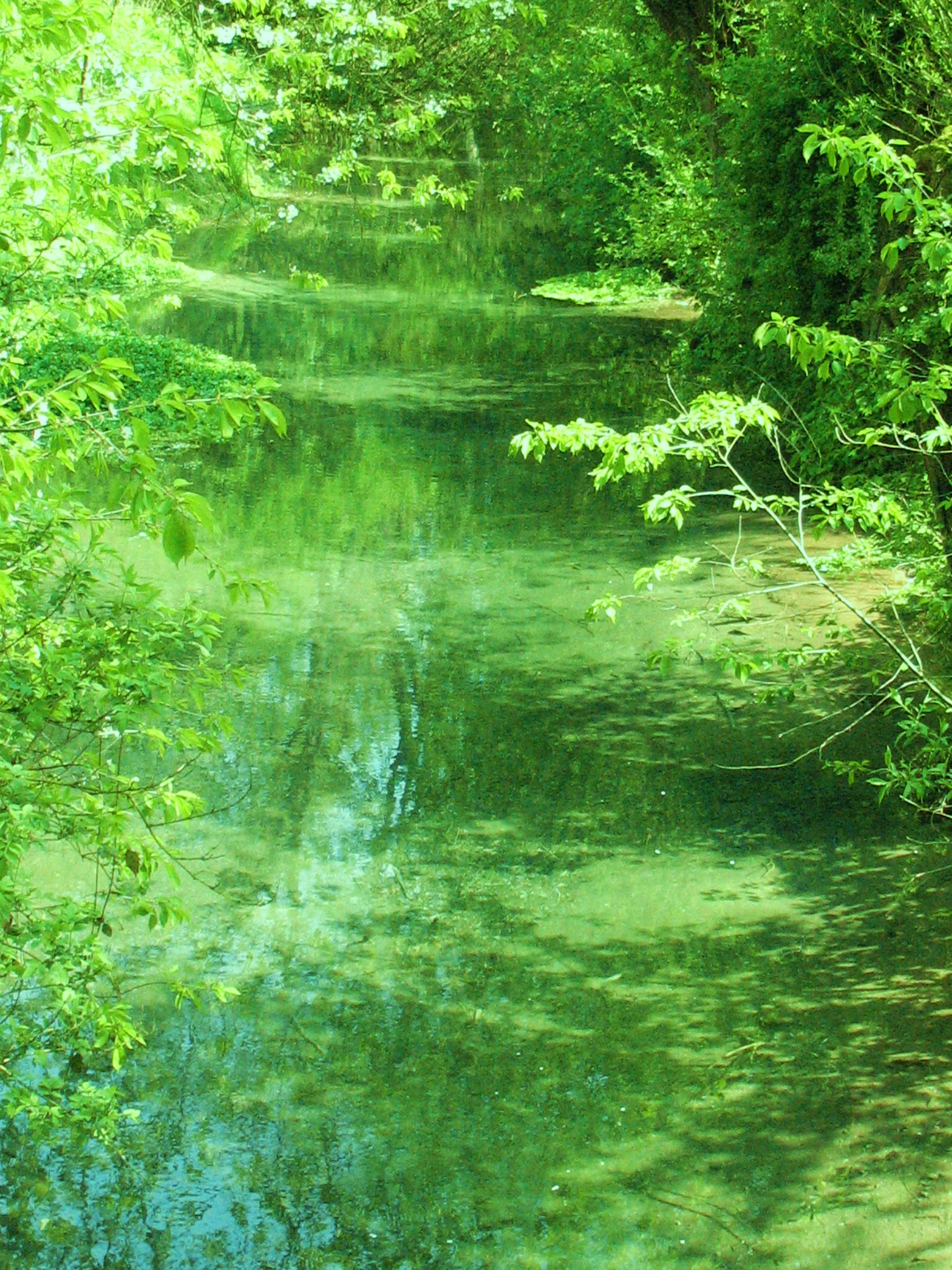
La source de l'Hallue à Vadencourt.

La source de l'Hallue se trouve dans la commune, village rural picard de l'Amiénois situé à 19 km au nord-est d'Amiens et desservi par l'ancienne route nationale 319 (actuelle RD 919).

### Hydrographie

#### Réseau hydrographique
La commune est située dans le bassin Artois-Picardie. Elle est drainée par la rivière d'Hallue, le ravin et le Moulin,.
L'Hallue, d'une longueur de 16 km, prend sa source dans la commune  et se jette  dans la Somme canalisée en limite des communes de Daours et de Vecquemont, après avoir traversé onze communes.

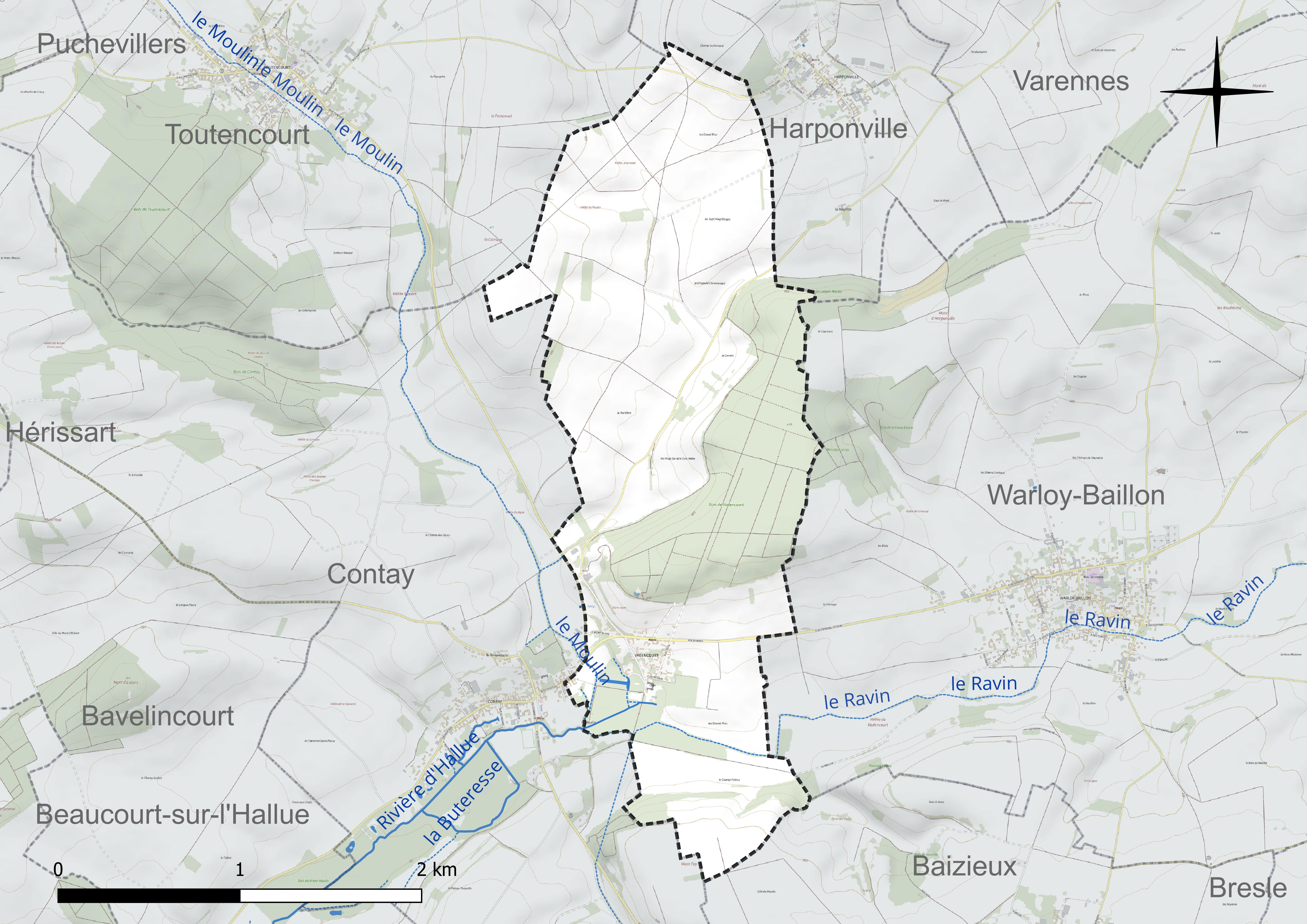
Réseau hydrographique de Vadencourt.

#### Gestion et qualité des eaux
Le territoire communal est couvert par le schéma d'aménagement et de gestion des eaux (SAGE) « Somme aval et Cours d'eau côtiers ». Ce document de planification concerne un territoire de 1 835 km2 de superficie, délimité par le bassin versant de la Somme canalisée. Le périmètre a été arrêté le 29 avril 2010 et le SAGE proprement dit a été approuvé le 6 août 2019. La structure porteuse de l'élaboration et de la mise en œuvre est le syndicat mixte d'aménagement hydraulique du bassin versant de la Somme (AMEVA).
La qualité des cours d'eau peut être consultée sur un site dédié géré par les agences de l'eau et l'Agence française pour la biodiversité.

### Climat
Pour des articles plus généraux, voir Climat des Hauts-de-France et Climat de la Somme.
En 2010, le climat de la commune est de type climat océanique dégradé des plaines du Centre et du Nord, selon une étude du CNRS s'appuyant sur une série de données couvrant la période 1971-2000. En 2020, Météo-France publie une typologie des climats de la France métropolitaine dans laquelle la commune est exposée à un climat océanique et est dans la région climatique Nord-est du bassin Parisien, caractérisée par un ensoleillement médiocre, une pluviométrie moyenne régulièrement répartie au cours de l'année et un hiver froid (3 °C).
Pour la période 1971-2000, la température annuelle moyenne est de 10,4 °C, avec une amplitude thermique annuelle de 14,4 °C. Le cumul annuel moyen de précipitations est de 765 mm, avec 12,3 jours de précipitations en janvier et 8,8 jours en juillet. Pour la période 1991-2020, la température moyenne annuelle observée sur la station météorologique la plus proche, située sur la commune de Méaulte à 13 km à vol d'oiseau, est de 10,7 °C et le cumul annuel moyen de précipitations est de 730,3 mm,. Pour l'avenir, les paramètres climatiques de la commune estimés pour 2050 selon différents scénarios d'émission de gaz à effet de serre sont consultables sur un site dédié publié par Météo-France en novembre 2022.

## Urbanisme

### Typologie
Au 1er janvier 2024, Vadencourt est catégorisée commune rurale à habitat dispersé, selon la nouvelle grille communale de densité à sept niveaux définie par l'Insee en 2022.
Elle est située hors unité urbaine. Par ailleurs la commune fait partie de l'aire d'attraction d'Amiens, dont elle est une commune de la couronne,. Cette aire, qui regroupe 369 communes, est catégorisée dans les aires de 200 000 à moins de 700 000 habitants,.

### Occupation des sols
L'occupation des sols de la commune, telle qu'elle ressort de la base de données européenne d'occupation biophysique des sols Corine Land Cover (CLC), est marquée par l'importance des territoires agricoles (76,5 % en 2018), une proportion identique à celle de 1990 (76,5 %). La répartition détaillée en 2018 est la suivante : 
terres arables (72,1 %), forêts (21,1 %), prairies (4,5 %), zones urbanisées (2,3 %). L'évolution de l'occupation des sols de la commune et de ses infrastructures peut être observée sur les différentes représentations cartographiques du territoire : la carte de Cassini (XVIIIe siècle), la carte d'état-major (1820-1866) et les cartes ou photos aériennes de l'IGN pour la période actuelle (1950 à aujourd'hui).

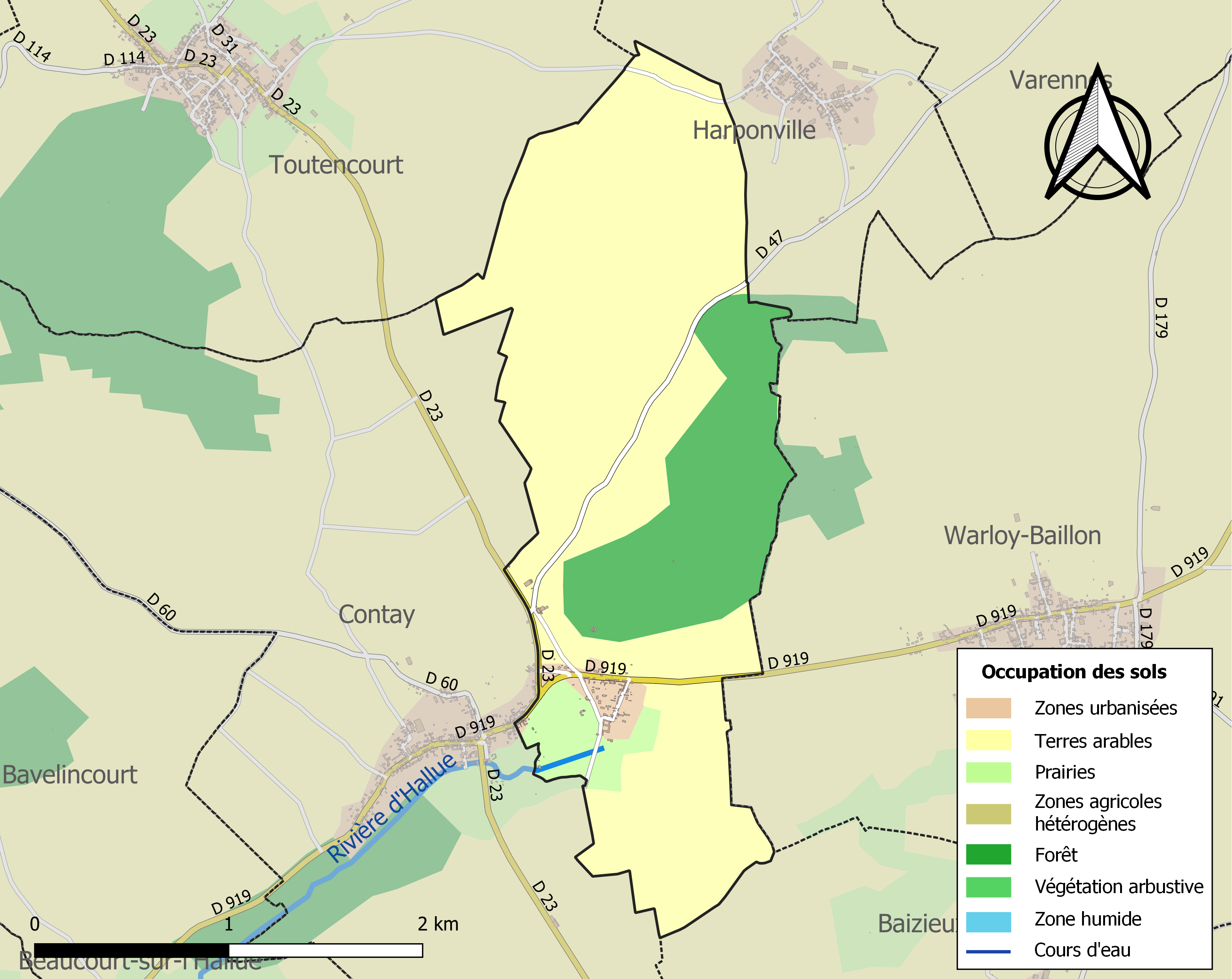
Carte des infrastructures et de l'occupation des sols de la commune en 2018 (CLC).

## Toponymie
Le nom de la localité est attesté sous les formes Wadencort (1120) ; Wadincultis (1131) ; Wadencurt (1133) ; Wadincurt (1141) ; Wadincuria (1144) ; Watencort (1161) ; Watincurt (1163) ; Wadencours (1186) ; Vadencort (1187) ; Vuadencort (1232) ; Wadencourt (1295) ; Waudencourt (1301) ; Vaudencourt (1360) ; Vuadencourt (1567) ; Vadincourt (1707) ; Wadincourt (1710) ; Vadencourt (1733) ; Vadancourt (1752).

## Histoire
Vadencourt a toujours été un très petit village (31 habitants en 1724, 48 en 1772), mais d'implantation ancienne, puisque son nom est mentionné depuis le début du XIIe siècle : Wadencurt en 1133. 

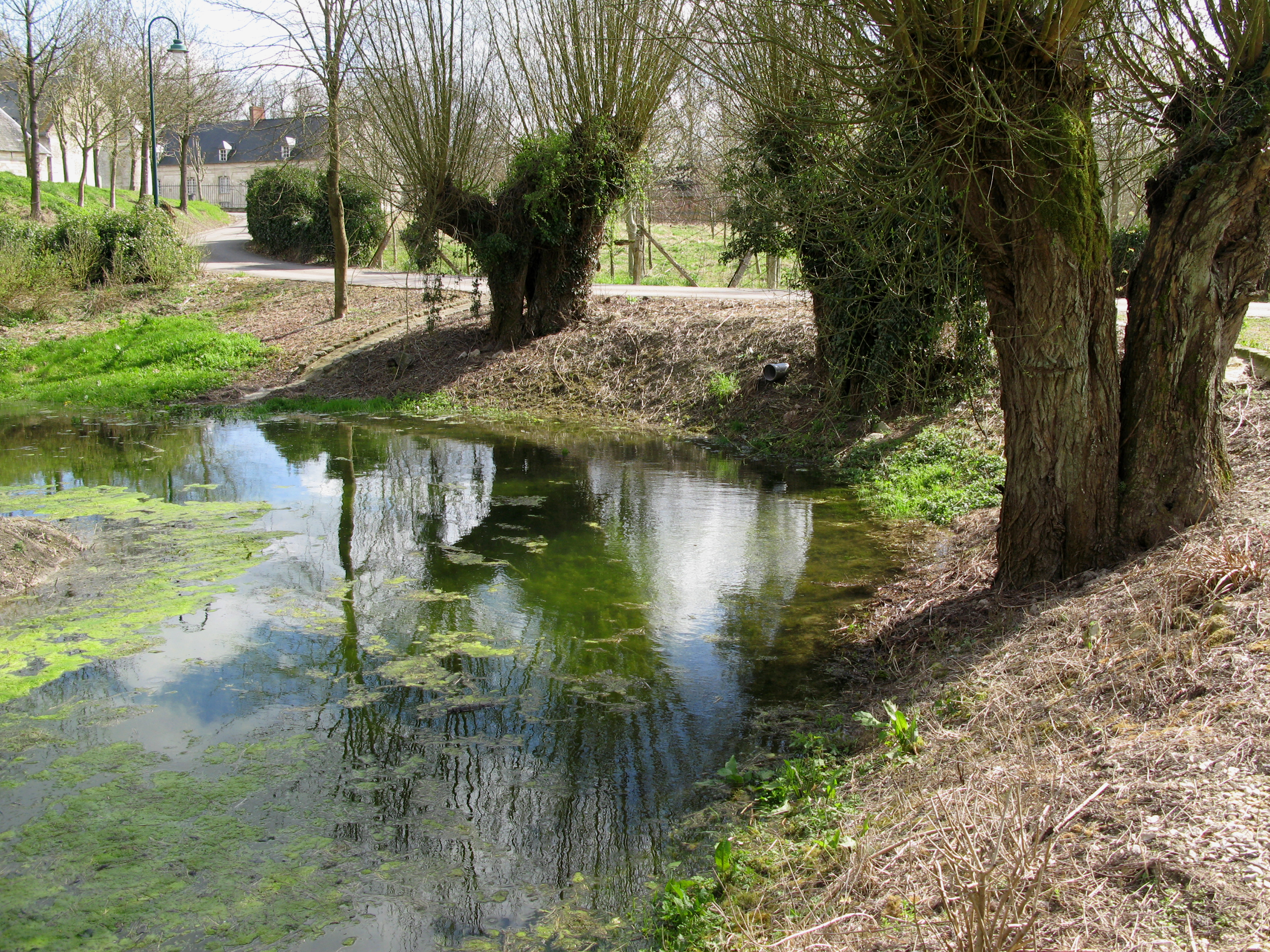
La mare en contrebas de l'église et du cimetière.

Siège d'une seigneurie depuis le Moyen Âge (le premier seigneur connu est Baudouin, chevalier, en 1245).
Vadencourt conserve toujours un château reconstruit pour l'essentiel au XVIIIe siècle, mais dont le plan conserve le souvenir de quatre tours rondes aux angles de l'édifice. Le châtelain, principal propriétaire du terroir, a modelé la physionomie du village : l'église est construite non loin du château, plusieurs fermes de Vadencourt ainsi que le moulin, dépendaient du châtelain, et même la place publique fut reconnue comme une propriété du baron de La Grange à la suite d'un procès (1825). Les conflits qui opposèrent le baron à certains habitants durant la première moitié du XIXe siècle permettent de mesurer le poids que conservait alors le châtelain sur la vie et le développement du village : il participait à l'entretien de la mare, du pont sur l'Hallue, des chemins, du mobilier de l'église, mais imposait sa loi aux ouvriers agricoles (sur 33 familles composant le village en 1828, une trentaine étaient employées par le fermier du château pour les moissons).

## Politique et administration
| Période                                  | Période                      | Identité          | Étiquette | Qualité                        |
| ---------------------------------------- | ---------------------------- | ----------------- | --------- | ------------------------------ |
| Les données manquantes sont à compléter. |                              |                   |           |                                |
| avant 1988                               | ?                            | Jean Dubois       |           |                                |
| Les données manquantes sont à compléter. |                              |                   |           |                                |
| mars 2001                                | mars 2015                    | Marc Depret       |           | Décédé en fonction             |
| 2015                                     | En cours (au 8 octobre 2020) | Christian Bocquet |           | Réélu pour le mandat 2020-2026 |

## Démographie
L'évolution du nombre d'habitants est connue à travers les recensements de la population effectués dans la commune depuis 1793. Pour les communes de moins de 10 000 habitants, une enquête de recensement portant sur toute la population est réalisée tous les cinq ans, les populations de référence des années intermédiaires étant quant à elles estimées par interpolation ou extrapolation. Pour la commune, le premier recensement exhaustif entrant dans le cadre du nouveau dispositif a été réalisé en 2008.

En 2022, la commune comptait 102 habitants, en évolution de +5,15 % par rapport à 2016 (Somme : −1,26 %, France hors Mayotte : +2,11 %).
| 1793 | 1800 | 1806 | 1821 | 1831 | 1836 | 1841 | 1846 | 1851 |
| ---- | ---- | ---- | ---- | ---- | ---- | ---- | ---- | ---- |
| 133  | 113  | 118  | 118  | 132  | 133  | 152  | 121  | 147  |

| 1856 | 1861 | 1866 | 1872 | 1876 | 1881 | 1886 | 1891 | 1896 |
| ---- | ---- | ---- | ---- | ---- | ---- | ---- | ---- | ---- |
| 137  | 139  | 124  | 134  | 131  | 92   | 94   | 91   | 101  |

| 1901 | 1906 | 1911 | 1921 | 1926 | 1931 | 1936 | 1946 | 1954 |
| ---- | ---- | ---- | ---- | ---- | ---- | ---- | ---- | ---- |
| 88   | 83   | 79   | 69   | 73   | 77   | 93   | 79   | 74   |

| 1962 | 1968 | 1975 | 1982 | 1990 | 1999 | 2006 | 2008 | 2013 |
| ---- | ---- | ---- | ---- | ---- | ---- | ---- | ---- | ---- |
| 81   | 80   | 73   | 74   | 93   | 104  | 101  | 100  | 95   |

| 2018 | 2022 | - | - | - | - | - | - | - |
| ---- | ---- | - | - | - | - | - | - | - |
| 103  | 102  | - | - | - | - | - | - | - |

## Culture locale et patrimoine

### Lieux et monuments
- Église Saint-Martin[24] :

L'église Saint-Martin, entourée du cimetière, a été construite au XVIIIe siècle. Bâtie en pierres du pays sur soubassements en grès et couverte en ardoise, elle est formée d'une simple nef, sans bas-côté ni transept, prolongée par une abside à trois pans. Sa longueur intérieure est de 16,30 m, sa largeur intérieure est de 6,60 m. La voûte de la nef est en berceau, celle de l'abside est en forme de croupe.
L'ensemble de l'église est pavé en carreaux hexagonaux de 22 cm. Le sanctuaire, légèrement surélevé, a une profondeur de 4,50 m ; il n'est séparé de la nef que par une ligne de briques rectangulaires.
De chaque côté, la nef est éclairée par trois grandes fenêtres en plein cintre dont l'encadrement est en léger ressaut, leur hauteur est de 3,60 m et la largeur est de 1,30 m. Dans l'abside à trois pans, le panneau central est muré, les panneaux latéraux comportent une baie de mêmes dimensions que celles de la nef. Entre chacune des baies, des pilastres de faible épaisseur apportent un effet décoratif. Les murailles latérales, réunies par trois gros tirants en fer, supportent une double corniche en pierre.
La tour surmontée d'une flèche octogonale est incluse dans le fond de la nef. Elle est portée par quatre piliers à section carrée de 80 × 80 cm, dont deux sont inclus dans la façade ouest.
Le portail, en plein cintre, est encadré de pilastres soutenant un fronton triangulaire en léger relief sur le nu du mur. Sa porte rectangulaire à deux vantaux est large de 1,60 m. L'entrée dans la nef se fait aussi par une porte latérale, surmontée d'un œil-de-bœuf.
La nef contient la dalle funéraire de Marie-Josèphe Pingré, fille de messire Pingré de Vraignes, « Mareschal des camps et armée de Sa Majesté », épouse de Jean-François Chassepot de Beaumont capitaine chef de vol pour héron de la Grande Fauconnerie de France. Elle est décédée le 18 juin 1734 âgée de 46 ans. Armoiries de la défunte : deux lions soutiennent un cuir découpé orné de deux écus, aux armes de la famille Chassepot de Beaumont (d'azur à la fasce ondée d'or, accompagnée de trois roses du même) et de la famille de Pingré (d'argent au chêne arraché de sinople, ensanglanté d'or). Cette dalle, fixée sur le mur nord à l'entrée de la nef, commémore les donations faites par la défunte en faveur de l'église de Vadencourt : réfection de la toiture de la nef, alors en tuiles, et don d'un tableau de saint Jean-Baptiste aujourd'hui disparu (il devait figurer sur le panneau central de l'abside),.
- Le château[27] :

Le château de Vadencourt, érigé entre l'église et les sources de l'Hallue, se compose d'un corps de logis central encadré par des communs au nord et un corps de ferme au sud. Tous les bâtiments sont en craie, excepté l'élévation sud en briques et pierres. Le corps de logis est en rez-de-chaussée, avec un étage de comble couvert d'un toit à la Mansart. Les deux ailes en retour d'équerre, abritant les écuries (au nord) et la cuisine avec logement du fermier (au sud), sont couvertes par un toit à longs pans, pignons découverts. Elles sont épaulées par deux tours rondes coiffées d'un toit en poivrière. Une grille en fer forgé, exécutée par Jean-Baptiste Veyren, dit Le Vivarais, marque l'entrée du château entre les deux tours (on attribue également au Vivarais la rampe de l'escalier, dans l'angle nord-ouest du corps de logis),.
Le château a été inscrit à l'inventaire des Monuments Historiques le 30 décembre 1988.
- La croix Jacques :

Selon la légende, cette croix de pierre aurait été érigée en souvenir de l'attaque d'une diligence au cours de laquelle les passagers furent tous pillés et massacrés. Elle est située entre Contay et Harponville mais se trouve sur le territoire communal, sur l'ancien chemin d'Amiens à Arras.

## Pour approfondir

### Articles, connexes
- Liste des communes de la Somme